# Zoo di Louisville
Lo zoo di Louisville è uno zoo situato nella città di Louisville, in Kentucky. Realizzato  nel 1969, copre un'area di 54 ettari. Lo zoo presenta otto mostre principali: The Islands, Africa, Glacier Run, Australia, South America, HerpAquarium, Gorilla Forest e Cats of the Americas.